# (5936) Khadzhinov
(5936) Khadzhinov est un astéroïde de la ceinture principale.

## Description
(5936) Khadzhinov est un astéroïde de la ceinture principale. Il fut découvert le 29 mars 1979 à Naoutchnyï par Nikolaï Tchernykh. Il présente une orbite caractérisée par un demi-grand axe de 3,00 UA, une excentricité de 0,05 et une inclinaison de 10,8° par rapport à l'écliptique.

## Compléments